# Serial Peripheral Interface
SPI (Serial Peripheral Interface) je sériové periferní rozhraní. Používá se pro komunikaci mezi řídícími mikroprocesory a ostatními integrovanými obvody (EEPROM, A/D převodníky, displeje…). Komunikace je realizována pomocí společné sběrnice. Adresace se provádí pomocí zvláštních vodičů, které při logické nule aktivují příjem a vysílání zvoleného zařízení (piny SS nebo CS).

## Rozdělení zařízení na sériové SPI sběrnici
Master

Sběrnice SPI: jedno řídicí (master) a jedno podřízené (slave) zařízení

- řídí komunikaci pomocí hodinového signálu
- určuje, se kterým zařízením na sběrnici bude komunikovat pomocí SS - Slave Select (někdy CS - Chip Select)

Slave
- vysílá podle hodinového signálu, pokud je aktivován pomocí SS/CS

## Průběh komunikace

Sběrnice SPI: jedno řídicí (master) a tři podřízená (slave) zařízení

- Pro komunikaci Master nastaví log. 0 na SS zařízení, se kterým chce komunikovat.
- Pak začne generovat hodinový signál na SCLK a v té chvíli vyšlou obě zařízení svoje data, přičemž MOSI (Master Out, Slave In) je vždy Master výstup, Slave vstup a MISO (Master In, Slave Out) je Master Vstup, Slave výstup.
- Jakmile jsou data vyslána, může komunikace dále pokračovat:
  1. Master dále dodává hodinový signál, hodnota SS se nemění
  2. nebo může být ukončena: Master přestane vysílat hodinový signál a nastaví SS do log. 1.
- Délka vyslaných dat je buď 8bit (Byte) a nebo 16bit.

## Polarita a fáze hodinového signálu

Časový diagram zobrazující úroveň a posun hodinového signálu

Vztah mezi hodinovým signálem a daty se určuje dvěma konfiguračními bity, které se v původní dokumentaci k SPI označují jako CPOL a CPHA. Tuto konvenci definuje firma Freescale Semiconductor (původně Motorola) ve "Freescale's SPI Block Guide" .
- CPOL = 0; klidová úroveň hodinového signálu log. 0
- CPOL = 1; klidová úroveň hod. sig. je log. 1
- CPHA = 0; hodnota je čtena při přechodu hodin z klidové do aktivní úrovně (tj. "první" hranou)
- CPHA = 1; hodnota je čtena při přechodu hodin z aktivní do klidové úrovně (tj. "druhou" hranou)

Tabulka módů říkající jakou kombinaci CPOL a CPHA sběrnice má. Tyto kódy namísto CPOL a CPHA využívají některé logické analyzátory, vývojová studia (př. Arduino IDE) nebo datasheety součástek.
| Mode | CPOL | CPHA |
| ---- | ---- | ---- |
| 0    | 0    | 0    |
| 1    | 0    | 1    |
| 2    | 1    | 0    |
| 3    | 1    | 1    |